# BLOWBACK (映画)
『BLOWBACK』（ぶろうばっく、原題：BLOWBACK）は、2021年にアメリカ合衆国で製作されたアクション映画。
UFC最強のファイターと呼ばれ、『エクスペンダブルズ』シリーズ(2010～)でもお馴染みのランディ・クートゥア、映画『トワイライト〜初恋〜』(2008)や『バーレスク』(2010)で知られる甘いマスクのアクションスター・キャム・ギガンデットが出演する。
日本では、2023年2月10日より東京・シネマート新宿ほか劇場にて全国公開された。

## ストーリー
配車サービスで生計を立てるニック（キャム・ギガンデット）は、難病の娘の治療費を工面する為に銀行の貸金庫からブリーフケースを盗み出す計画を立てる。仲間を増やすため、元恋人のベロニカ(ミシェル・プライア)を頼るニック。ベロニカの紹介でジャック（ランディ・クートゥア）率いる経験豊富な銀行強盗たちと手を組むことになった。綿密な計画通りに実行し、見事強盗に成功した一同。ところが、ジャック達はニックに銃弾を浴びせ、ブリーフケースを奪い去っていった。辛うじて一命を取り留めたニックは、病院を抜け出し自分を裏切った者たちへの復讐を開始する。ブリーフケースを売り莫大な富を目前としたジャックであったが、次々と仲間を殺され、遂にはニックとの対峙することになる。果たして、裏切られた男による壮絶な復讐劇の行方とは――。

## キャスト
- ジャック - ランディ・クートゥア
- ニック - キャム・ギガンデット
- ルイス・マンディロア
- クリス・マー
- ベンジャミン・アビオラ
- ミシェル・プレイア
- テキサス・バトル

## スタッフ
- 監督：ティボー・タカクス
- 脚本：ケヴィン・ヤリス、ロバート・エドワード・トーマス、マシュー・イーソン、ロバート・ジャルディーナ
- プロデューサー：アル・ブラボ、エドゥアルド・オシポフ、イライアス・アキュム
- 日本配給：ライツキューブ